# Hôtel de Crillon
Hôtel de Crillon je luxusní hotel v Paříži. Nachází se na severním okraji náměstí Place de la Concorde v 8. obvodu. Bývalý šlechtický palác byl v roce 1909 přeměněn na hotel, který od roku 2010 vlastní saúdská královská rodina.

## Historie
V roce 1758 francouzský král Ludvík XV. nařídil vytvoření náměstí se dvěma identickými fasádami po obou stranách ulice Rue Royale: na východní straně vznikl Hôtel de la marine a na západní mělo být postaveno sídlo Královské mincovny. Ta však byla nakonec umístěna v paláci Hôtel de la Monnaie na Quai de Conti. Západní část náměstí byla rozdělena na čtyři parcely, kde byly postaveny:
- Hôtel de Coislin (č. 4) na rohu ulice Rue Royale
- Hôtel de Plessis-Bellière (č. 6), též nazývaný Hôtel Pastoret
- Hôtel Cartier (č. 8), též nazývaný Hôtel Moreau
- Hôtel d'Aumont (č. 10) na rohu ulice Rue Boissy d'Anglas, dnešní hôtel de Crillon

Palác postavil architekt Louis-François Trouard (1729–1794) a vnitřní výzdobu provedl architekt Pierre-Adrien Pâris (1745–1819). V roce 1788 hôtel d'Aumont koupil François Félix de Crillon (1748–1820), po kterém se dnes nazývá. Za Velké francouzské revoluce byl palác znárodněn a později opět navrácen rodině, která zde žila až do roku 1907. V roce 1900 byla fasáda paláce zapsána mezi historické památky.

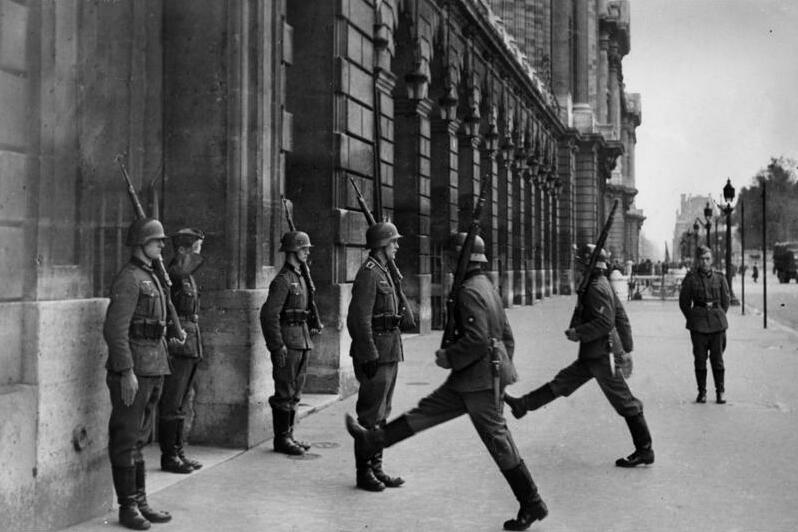
Stráže Wehrmachtu před hotelem (1940)

V roce 1907 palác se sousedními budovami v ulici Rue Boissy-d'Anglas koupila Société des grands magasins et des hôtels du Louvre (dnešní Groupe du Louvre), která ho přeměnila na luxusní hotel. Přestavba trvala dva roky a vedl ji architekt Gabriel-Hippolyte Destailleur (1822–1893). Ten ponechal netknuté hlavní schodiště a fasády, ale dal odstranit většinu původního vnitřního vybavení. Dřevěné vybavení bylo nahrazeno kopiemi, zatímco originály byly nově umístěny v paláci Hôtel de La Tour d'Auvergne (dnešní ambasáda Chile) na Avenue de La Motte-Picquet. Další táflování se nachází v Metropolitním muzeu umění v New Yorku a ve Rothschildově vile v Saint-Jean-Cap-Ferrat.
Hotel byl otevřen 11. března 1909 a díky svému luxusu byl využíván k ubytování hlav států. V tomto hotelu byl v roce 1919 ubytován americký prezident Woodrow Wilson a delegace Dohody a byla zde uzavřena zakládací smlouva Společnosti národů. Během okupace Paříže za druhé světové války zabrala hotel německá armáda.
V roce 2005 hotel koupila americká skupina Starwood Capital Group, která ho v roce 2010 prodala za 250 miliónů eur jednomu ze členů královské rodiny Saudů.

## Vybavení
Hotel má 103 pokojů a 44 apartmá. Nejznámější se nacházejí v pátém patře: suite Bernstein a suite Louis XV, které vedou na Place de la Concorde. Prezidentské apartmá se nachází ve třetím patře.
Restaurace Les Ambassadeurs získala v roce 2011 Průvodce michelinskou hvězdu. Uděluje se zde literární cena prix Femina.